# Cathédrale Saint-Conrad de Molfetta
L'ancienne cathédrale de Molfetta Saint-Conrad, en italien : Duomo di San Corrado, est une église de Molfetta, ville des Pouilles en Italie.

## Architecture
Le Duomo di San Corrado, à l’origine dédié à Maria SS. Assunta in Cielo, est situé à la limite de la vieille ville de Molfetta en face du port. Construit entre 1150 et la fin 1200, il constitue un exemple remarquable de l’architecture romano-apulienne. C’est la plus grande des églises romanes à avoir une nef centrale avec des dômes sur son axe (trois, dans le cas du Duomo di San Corrado) reposant sur un tambour à base hexagonale, par rapport aux autres (y compris les quatre basiliques palatines) ayant une toiture à chevrons et avec tuiles superposées.
La construction, à base asymétrique, comprend trois nefs séparées par des piliers cruciformes avec des colonnes qui leur sont adossées. La nef centrale est surmontée de trois dômes alignés sur l’axe de la nef et de hauteurs variables (le dôme central est bien plus haut que les deux autres). Les nefs latérales possèdent des toits en pente avec, pour chacun des bords, des tuiles en chiancarelle comme les trulli de la Valle d’Itria. Le même type de chiancarelle, assemblée en pointe-de-diamant avec six pans convergeant au centre vers le haut pour chaque dôme (dans le but de renforcer la base hexagonale des tambours), recouvre les trois dômes centraux.
La façade principale, face à l’ouest, est dépouillée contrairement à celle du sud qui a trois fenêtres de style Renaissance tardive, des effigies de hauts prélats, une représentation du pape Innocent III et les statues de San Corrado et San Nicola. L’austérité de cette façade s’explique par le fait qu’à l’époque de la construction et jusqu’en 1882, tout ce qui était orienté vers l’ouest, dans la vieille ville, tombait à pic dans la mer. Les rares photographies antérieures à la construction de La Banchina Seminario, contemporaines de la première tranche des travaux du nouveau port (celui qui existe aujourd’hui), terminée justement aux environs de 1882, le montrent bien.
L’ensemble architectural est enchâssé par deux campaniles. Celui du sud est appelé torre campanaria parce que c’est là que se trouvent les cloches, l’autre est appelée campanile de guet parce qu’il était utilisé pour l’alerte préventive des éventuelles incursions sarrasines. Les deux campaniles sont jumeaux, à base carrée, à trois niveaux sur une hauteur de 39 mètres et ouverts sur les quatre côtés par des fenêtres simples ou géminées.
À l’intérieur, les éléments artistiques sont dépouillés mais essentiels :
- Un baptistère de 1518
- Un devant d’autel avec un bas-relief du XIVe siècle
- Un pluteus en pierre du XIIe siècle qui représente une cérémonie pontificale et le Rédempteur (XIIIe siècle)
- Un bénitier représentant un homme, probablement un sarrasin, qui tient une vasque dans laquelle nage un poisson.

À l’origine, le Duomo était dédié à Maria SS. Assunta et resta l’unique paroisse de Molfetta jusqu’en 1671. En 1785, l’actuelle cathédrale fut nommée  Maria SS. Assunta in Cielo et, depuis lors, le Dôme Vieux prit le nom du saint patron de la ville, San Corrado.

## Images

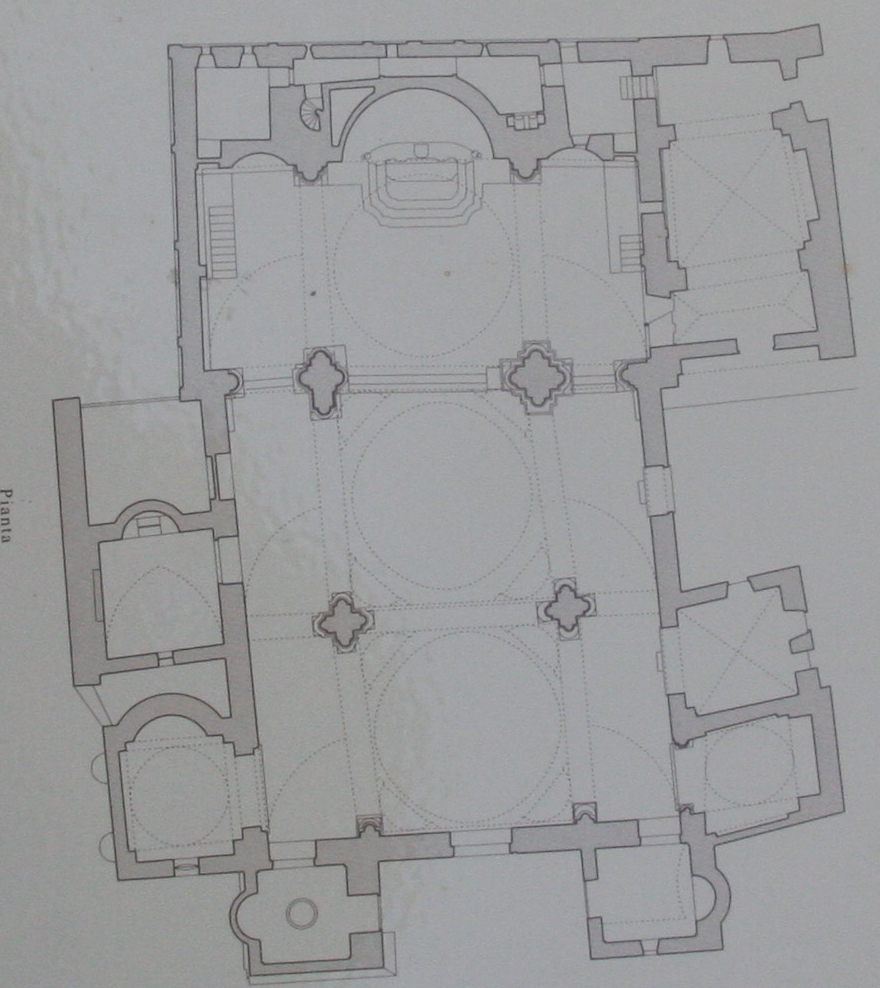
Plan de la cathédrale
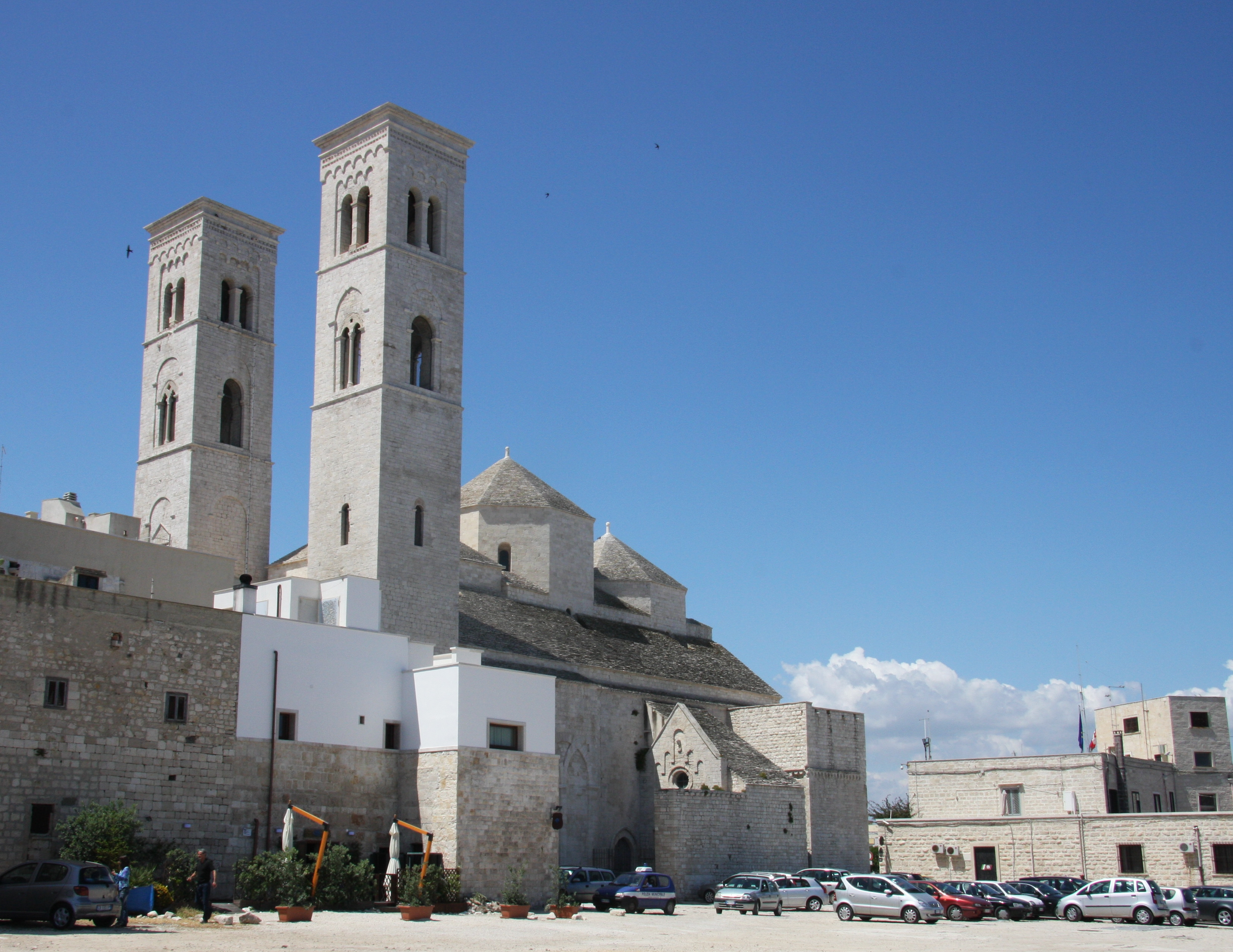
Vue d'ensemble
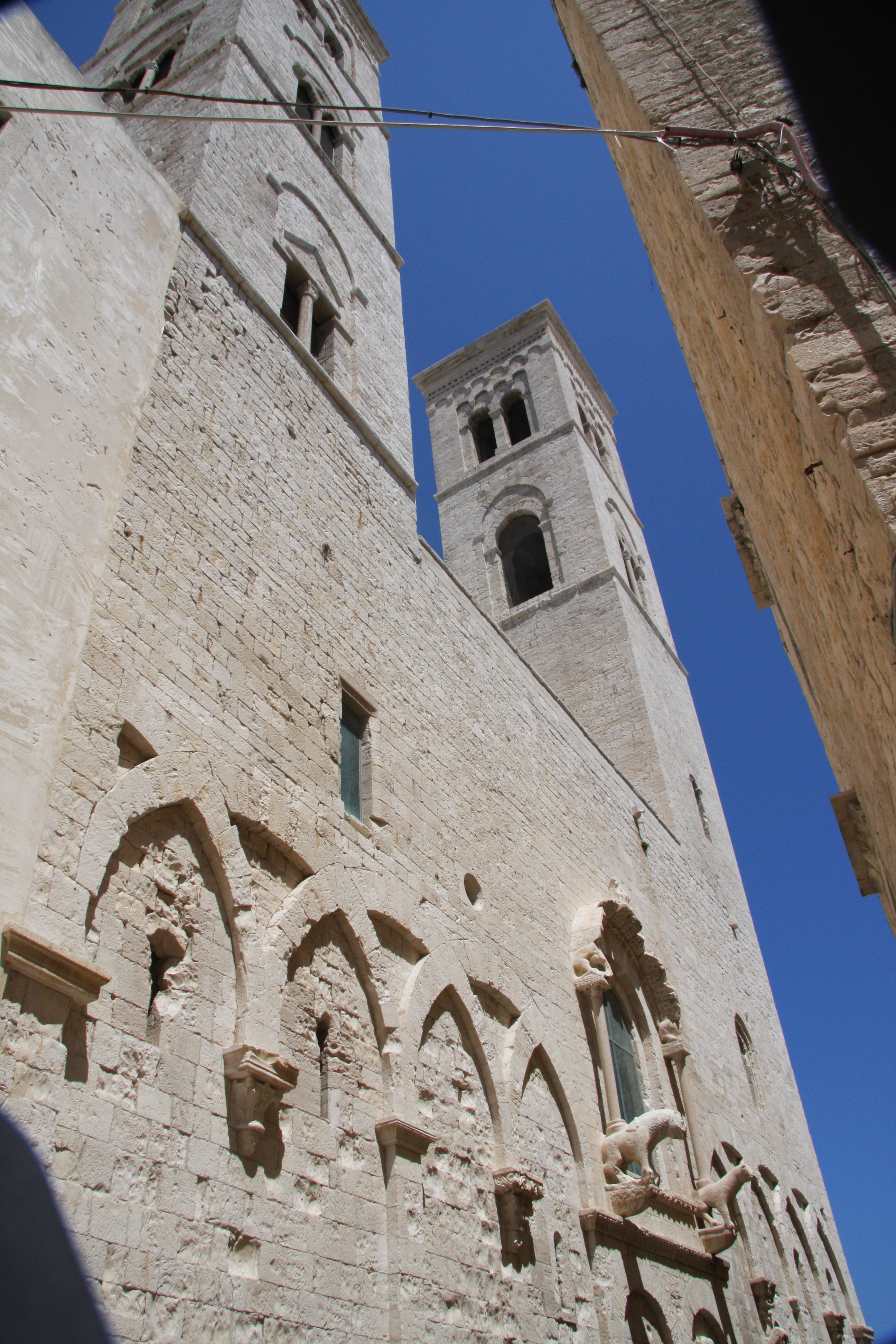
Façade avec les tours
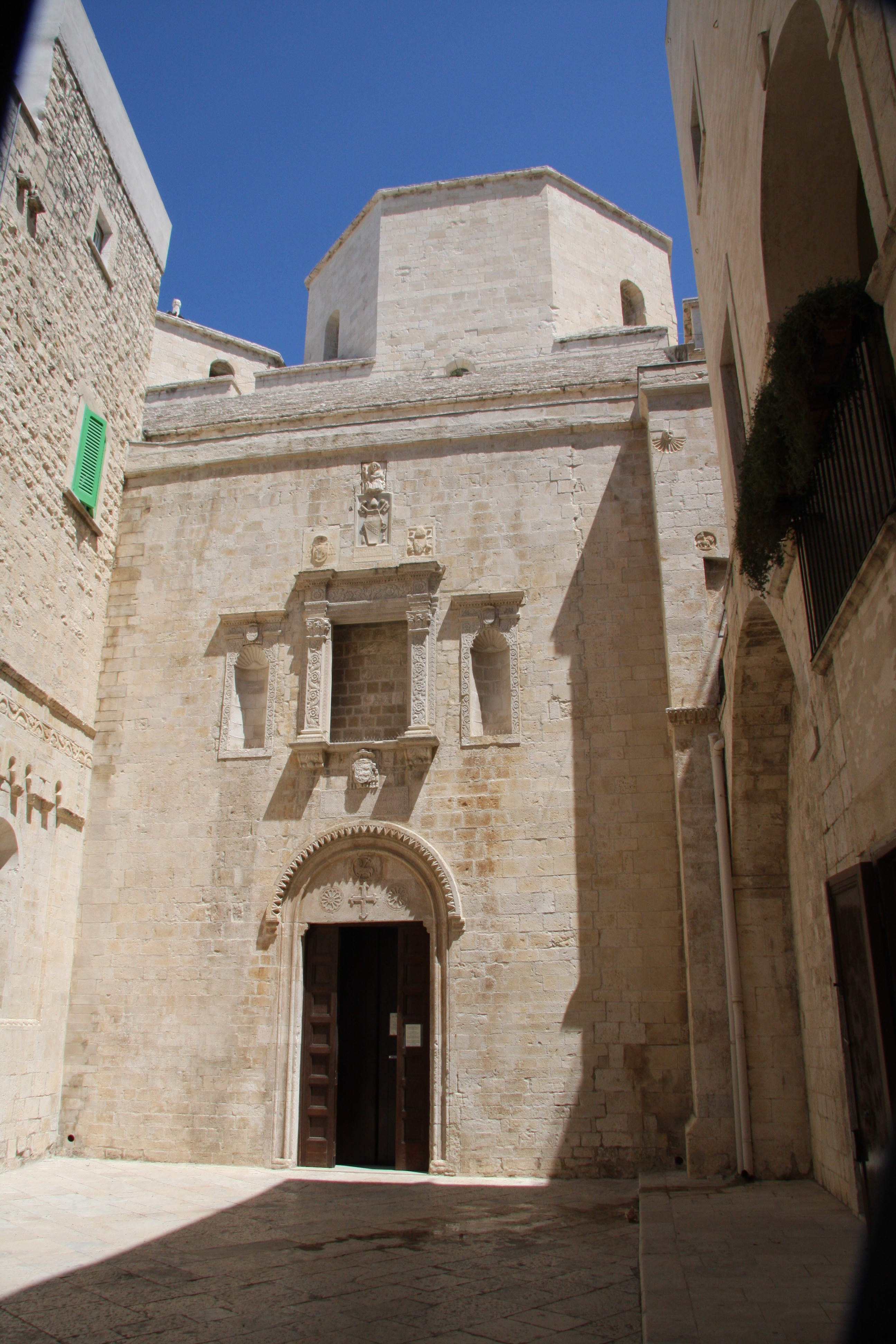
Porte d'entrée (partie basse du plan)
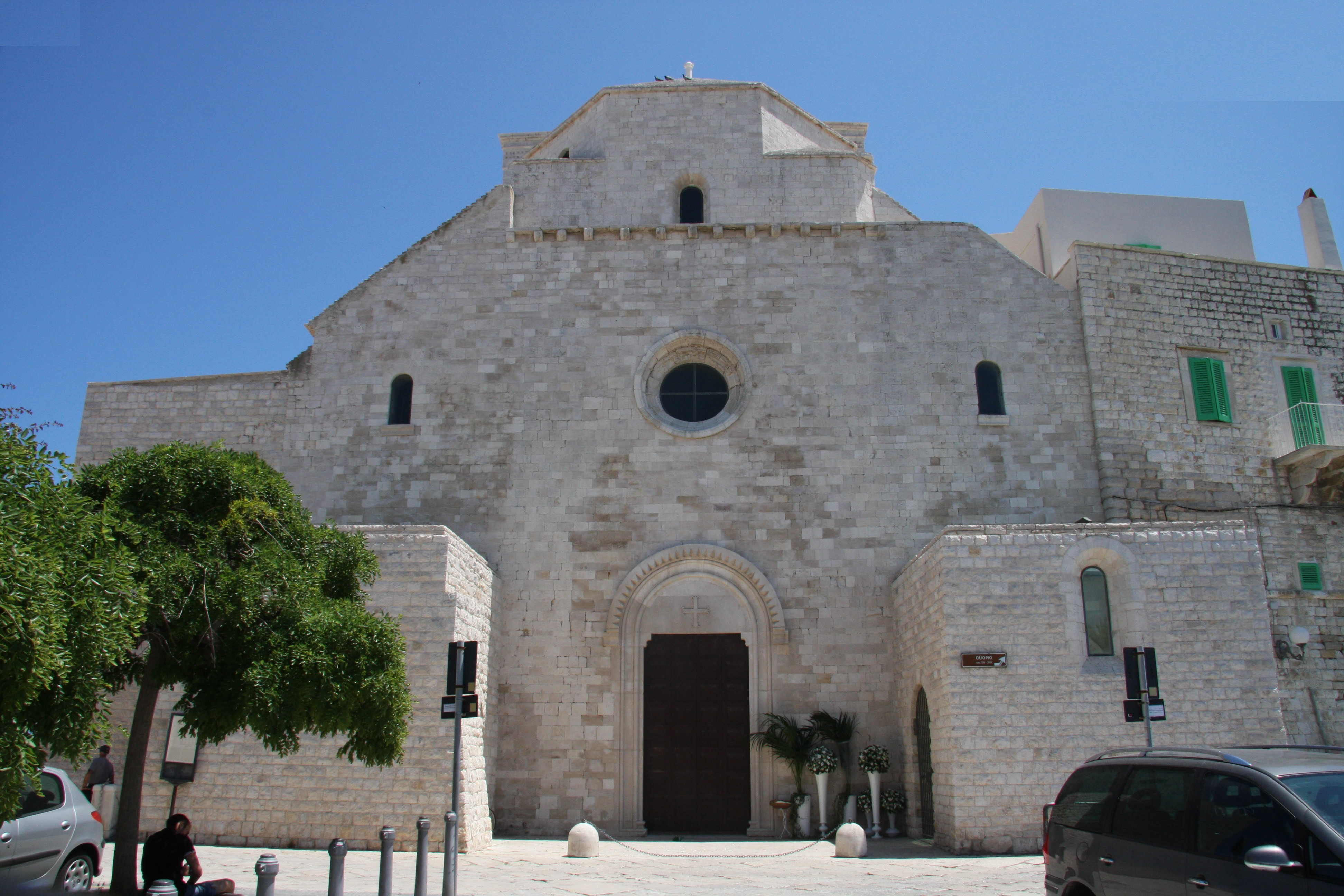
Entrée principale à l'opposé des tours
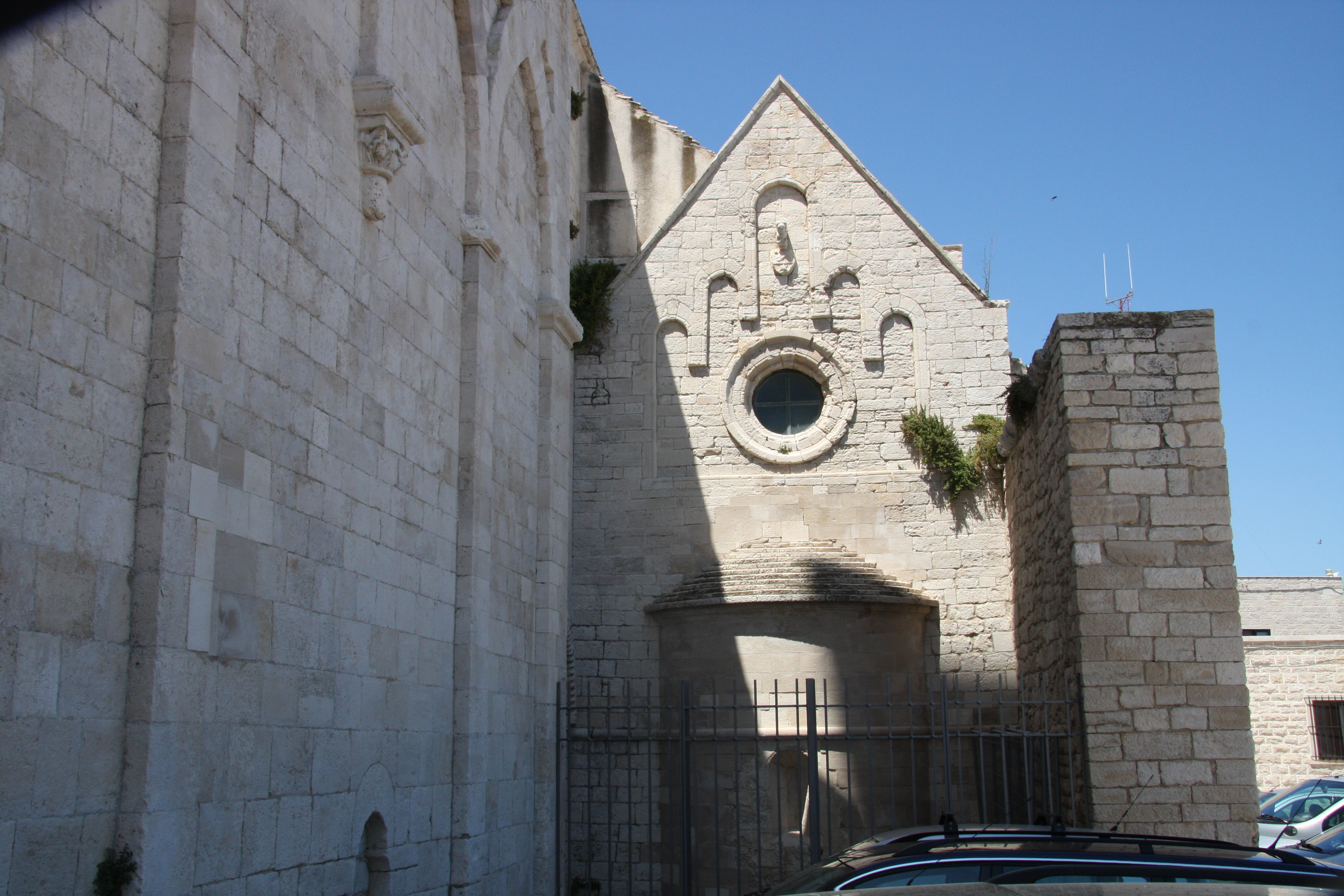
Façade, partie haute du plan
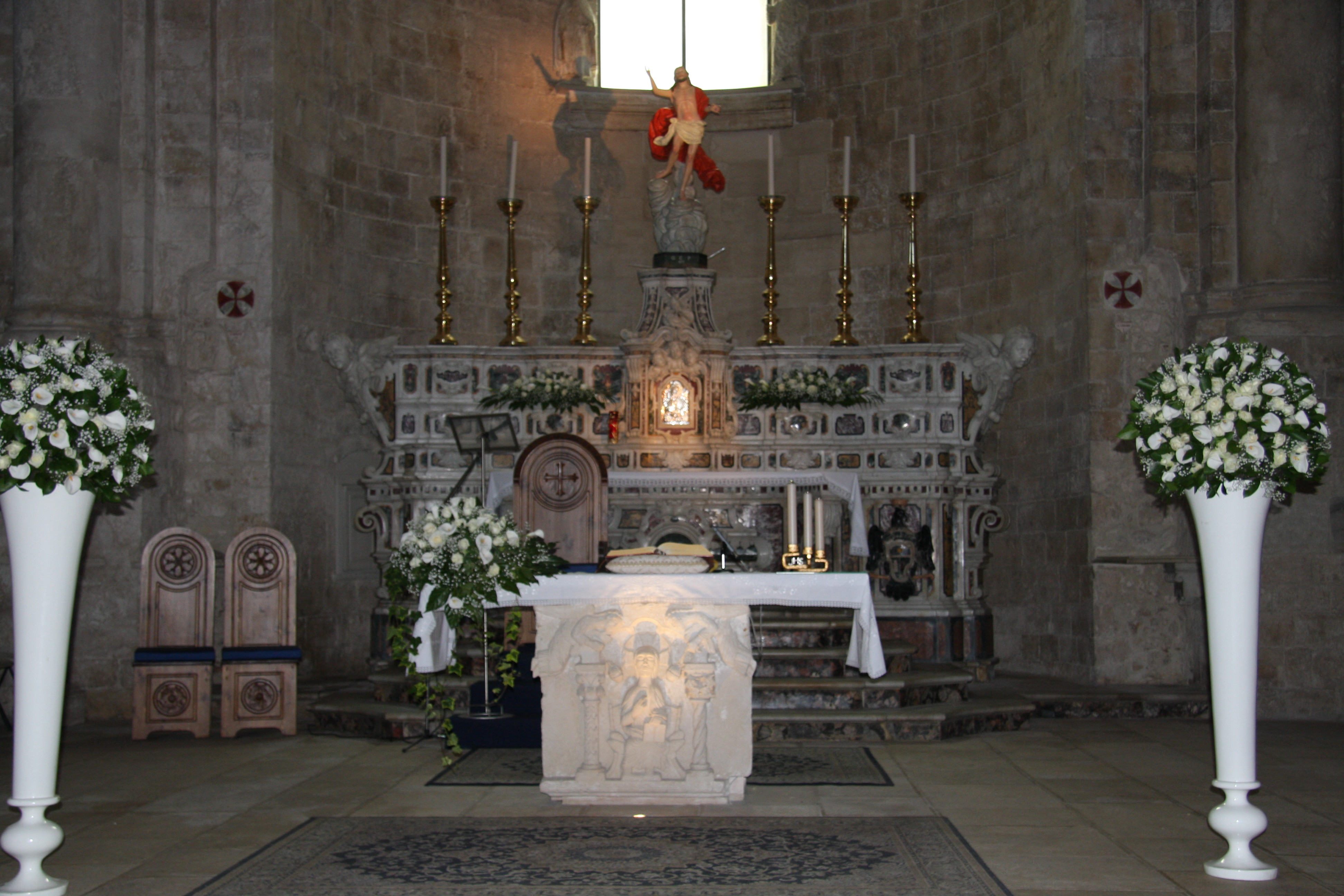
Autel
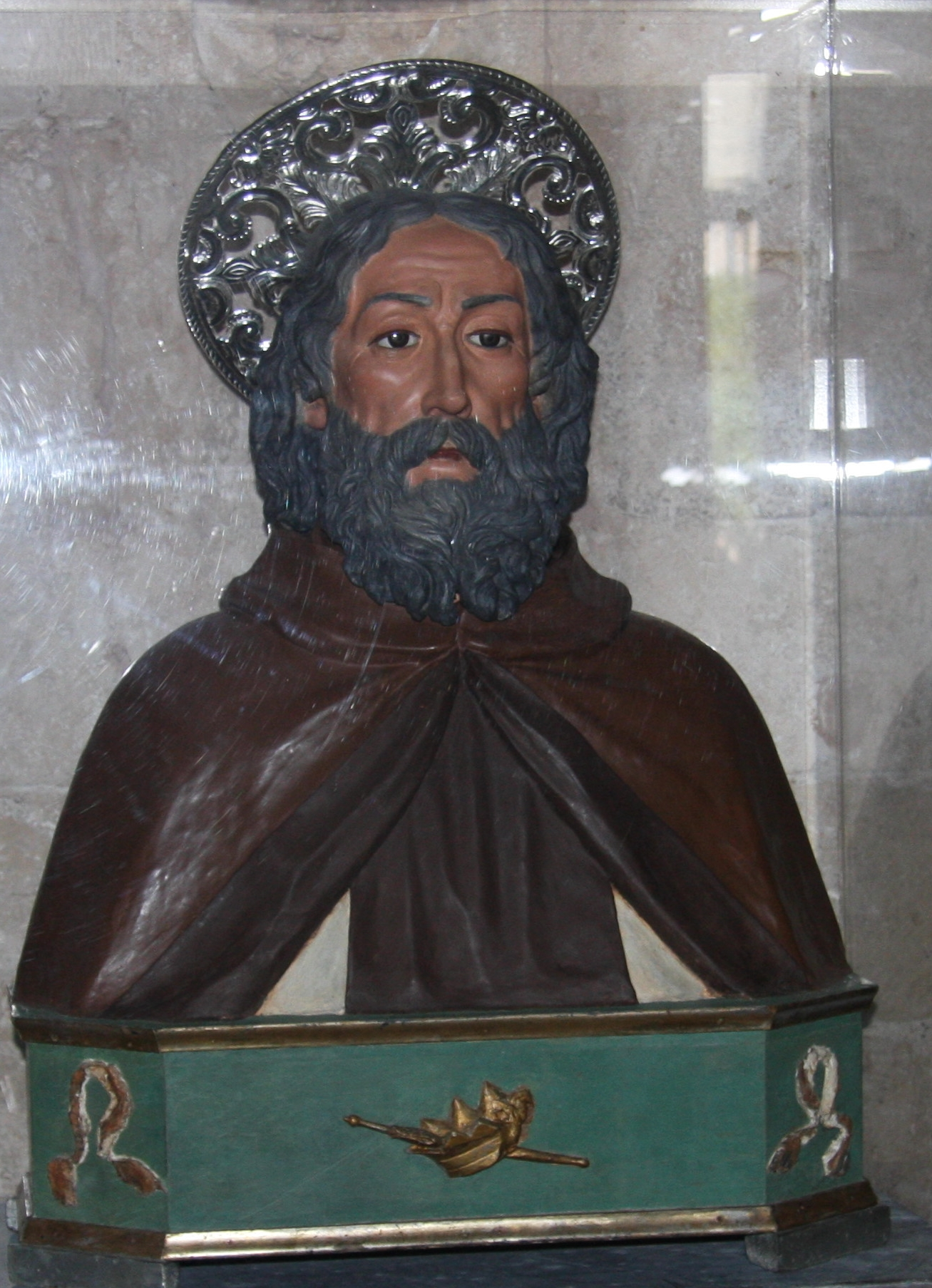
Représentation de Saint-Conrad
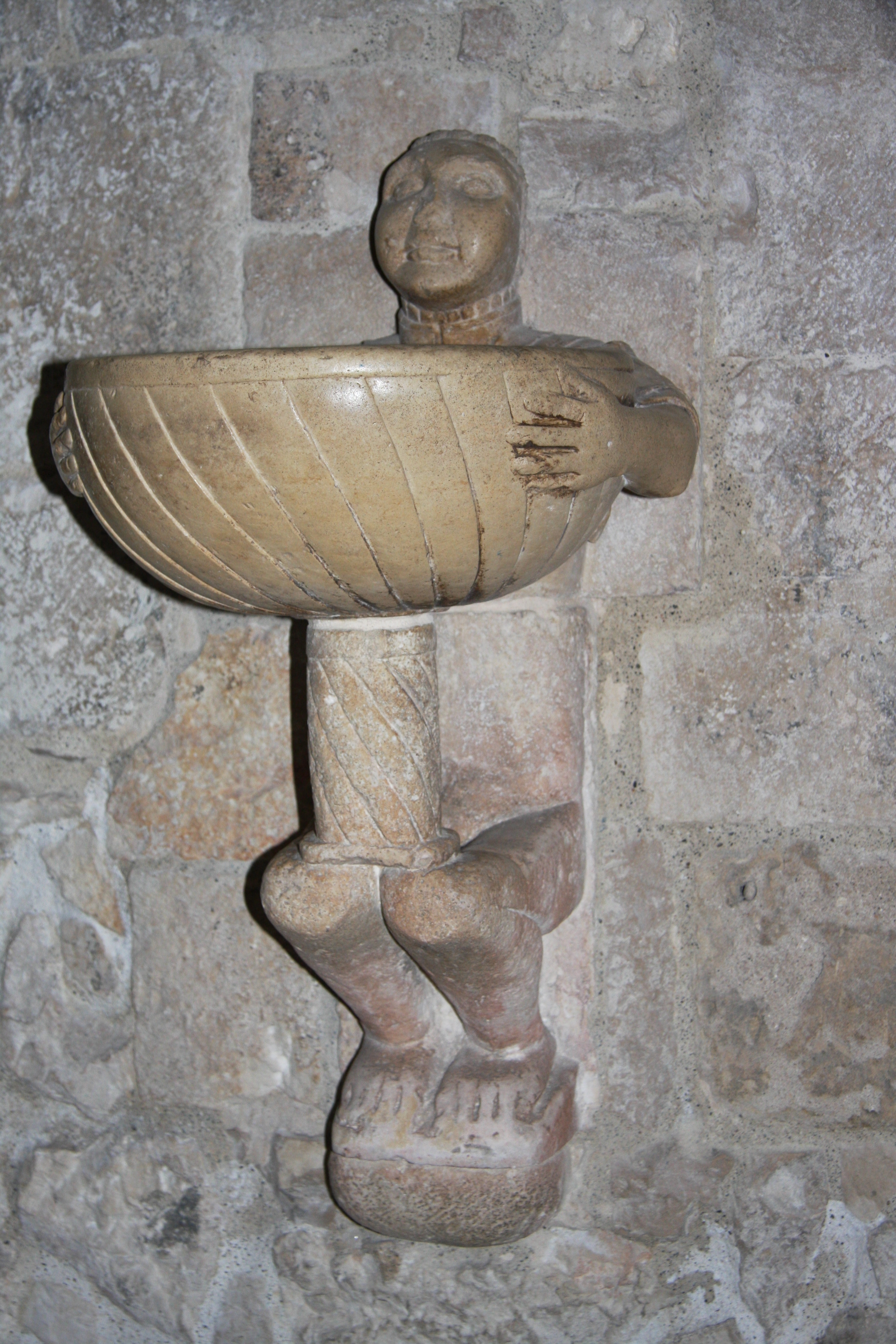
Bénitier représentant un homme, probablement un sarrasin, qui tient une vasque dans laquelle nage un poisson
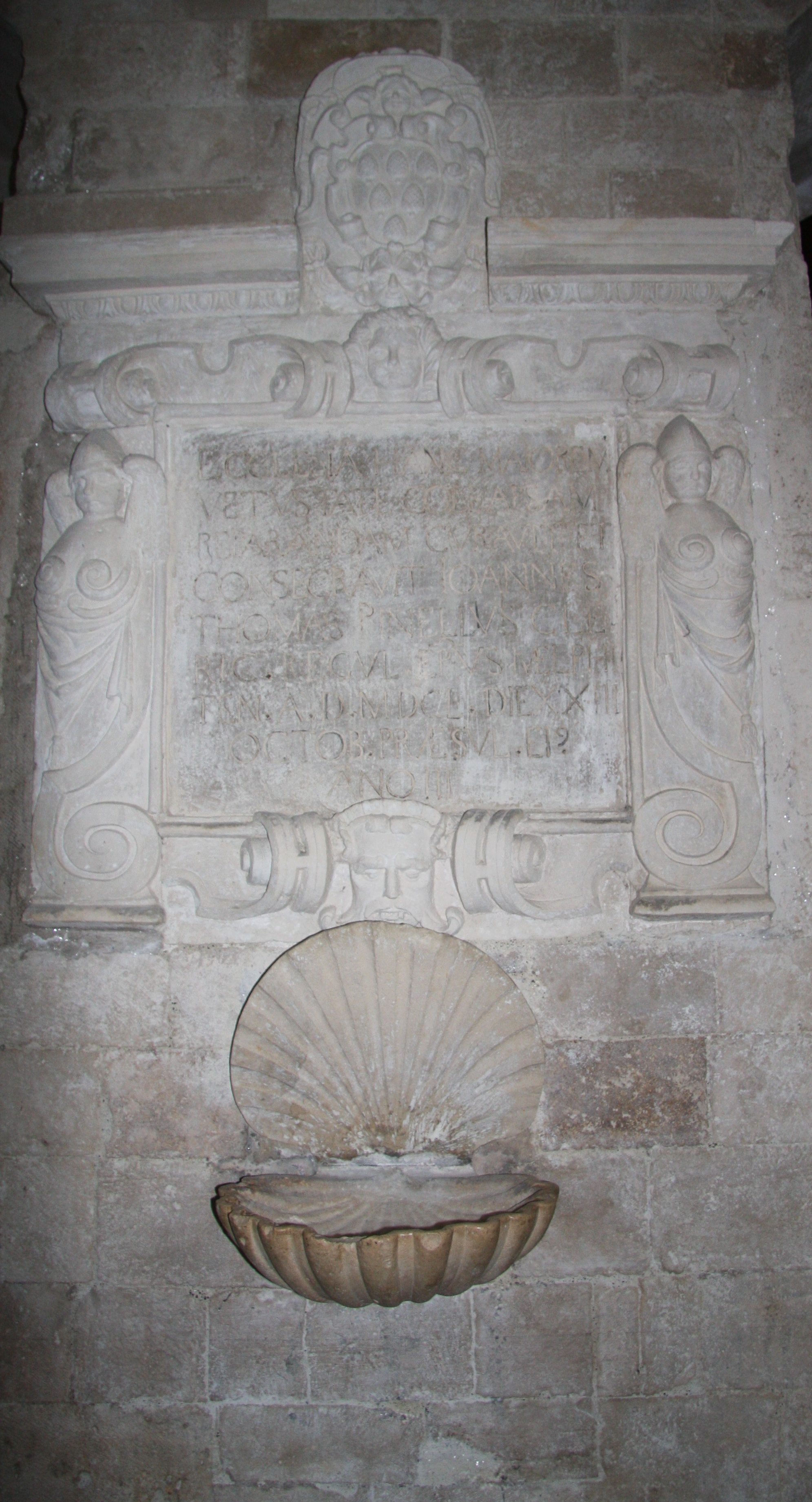
Autre bénitier
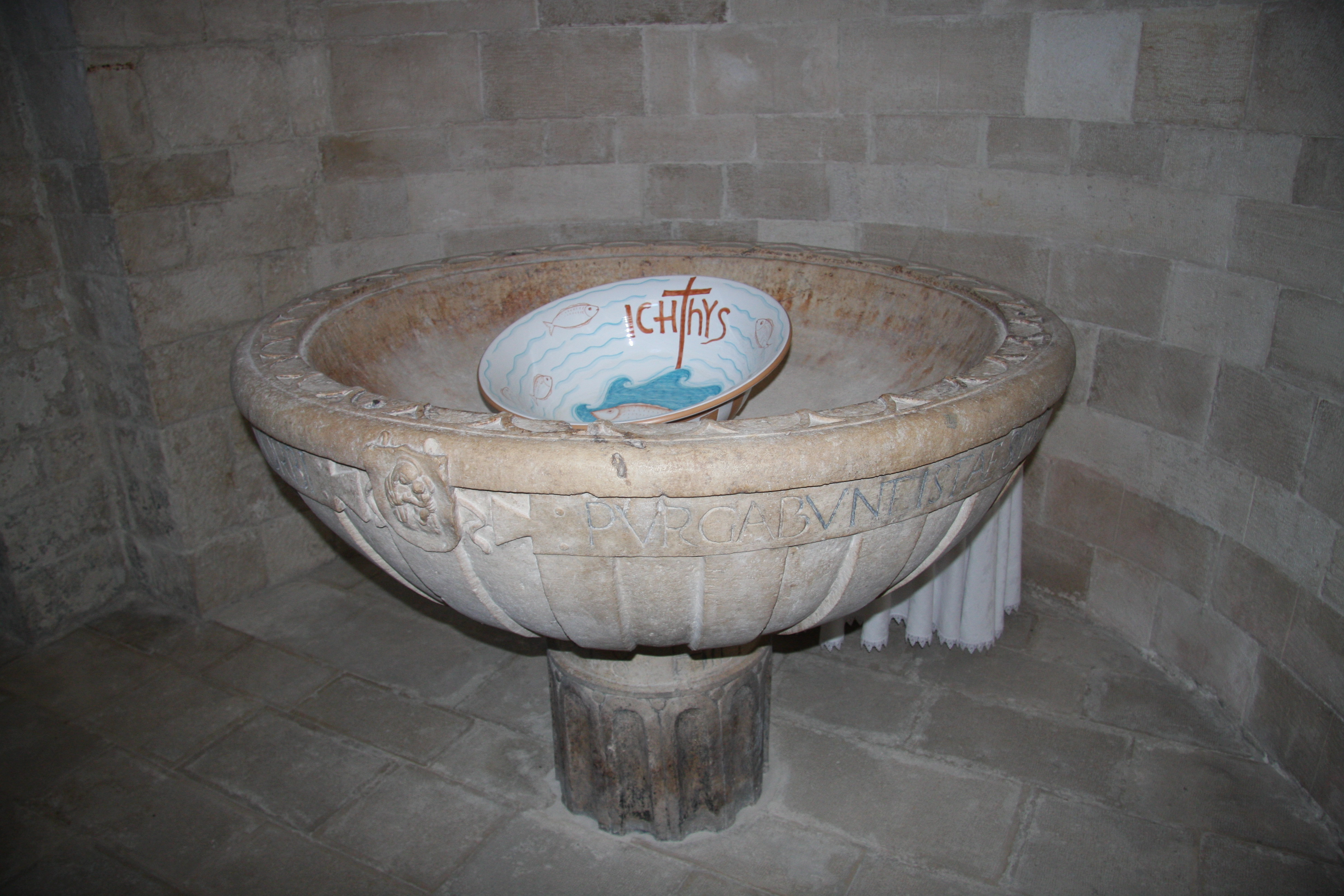
Cuve baptismale
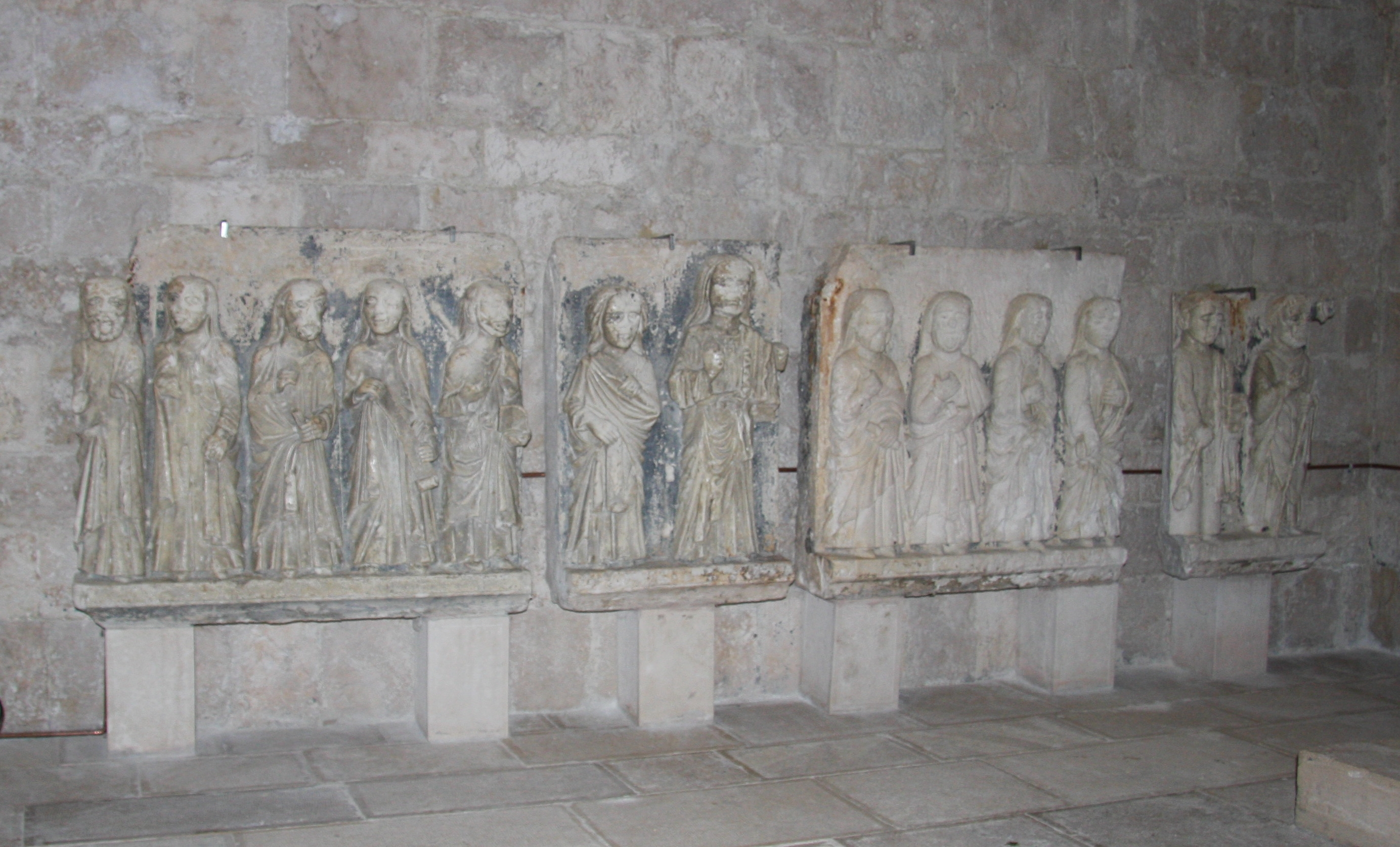
Bas-reliefs placés à l'intérieur de la Cathédrale

## Sources
- (it) Cet article est partiellement ou en totalité issu de l’article de Wikipédia en italien intitulé « Molfetta » (voir la liste des auteurs).

## Liens
Blog très documenté de Thierry Jamard